# George Lane (homme politique)
Pour les articles homonymes, voir George Lane.
George Lane (6 mars 1856 - 24 septembre 1925) était un homme politique et éleveur canadien, né aux États-Unis et connu pour être l'un des Big Four qui ont contribué à la fondation du Stampede de Calgary en 1912.

## Biographie
George Lane a commencé comme simple contremaître au ranch Bar U (en) et est finalement revenu au début des années 1900 pour l’acheter pour 250 000 $. En 1885, il épousa Elizabeth Sexsmith avec qui il a eu huit enfants. 
Aux élections générales de 1913 en Alberta, Lane fut le premier député du parti libéral à être élu dans la circonscription de Bow Valley en Alberta. De cette manière, il est devenu une sorte de candidat vedette du Parti libéral, empêchant un siège stratégique du sud de l'Alberta de devenir conservateur. Il a battu le député conservateur sortant, Harold Riley (en), transfuge du district de Gleichen. Finalement, Lane ne restera que peu de temps à l'Assemblée, démissionnant pour permettre à Charles R. Mitchell (en), ministre albertain, battu aux élections dans le district de Medecine Hat, de retrouver un siège (par acclamation) dès le début de la mandature. 

## Résultats des élections
| Parti        | Candidats    | Votes |
| ------------ | ------------ | ----- |
| Libéral      | George Lane  | 396   |
| Conservateur | H.W.H. Riley | 245   |